# Frederik Riise

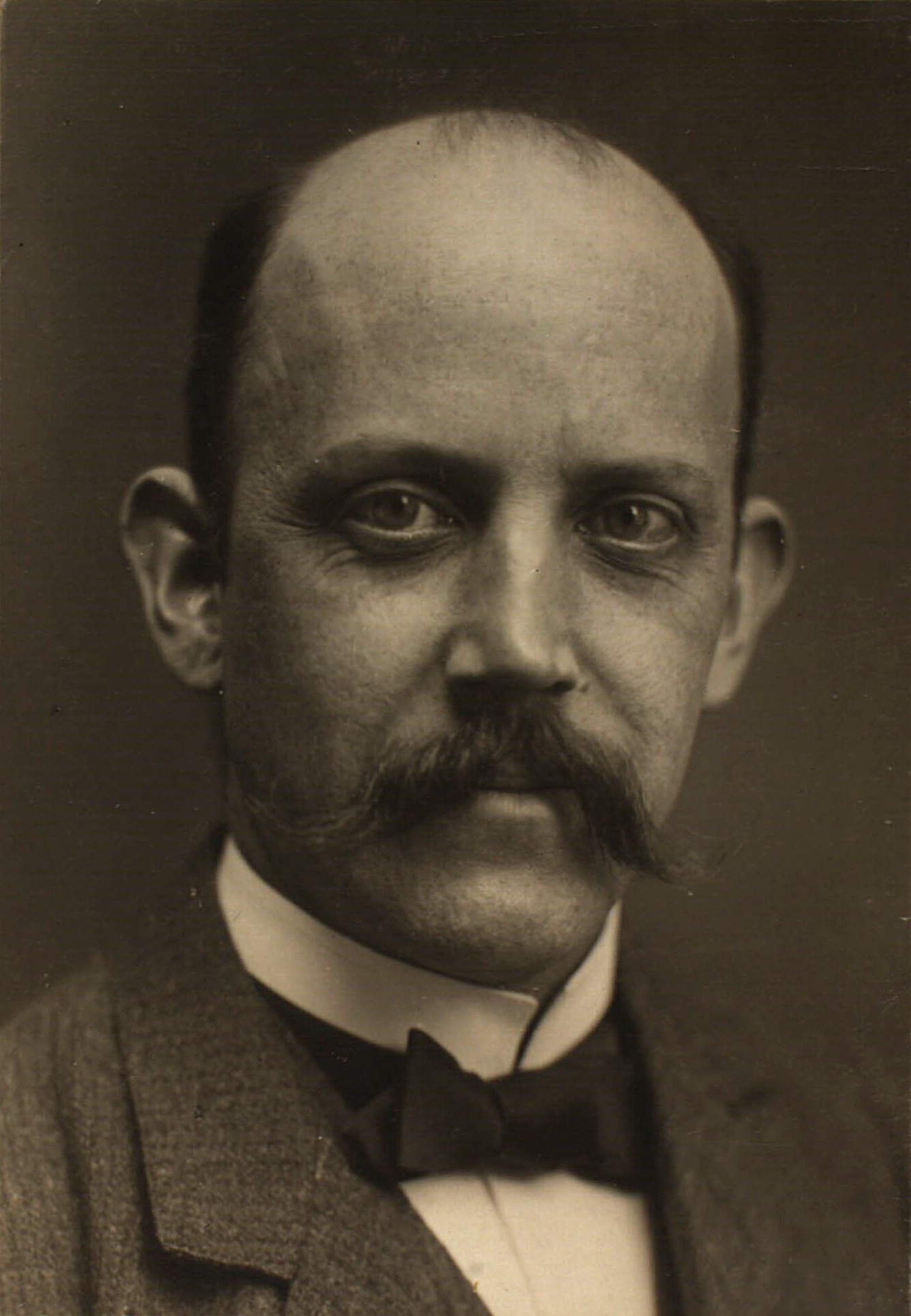
Frederik Riise

Frederik Riise (* 8. Dezember 1863 auf Saint Thomas, Amerikanische Jungferninseln; † 11. Januar 1933 in Gentofte) war ein dänischer Fotograf, der besonders in Kopenhagen aktiv war.

## Biografie

### Herkunft
Frederik Riise war das zweitjüngste von 13 Kindern des Apothekers und Rum-Fabrikanten Albert Heinrich Riise (1810–1882) und dessen Ehefrau Henriette Marie Worm (1821–1889). Er wurde auf der Karibik-Insel Saint Thomas geboren, da sein Vater dort 1843 in der dänischen Westindien-Kolonie eine Apotheke übernommen hatte. Als es 1868 Epidemien von Cholera, Gelbfieber und Pocken gab, entschied sich die Familie, für ein Jahr nach Dänemark zu reisen, blieb dann aber doch dauerhaft in der alten Heimat.

### Leben als Fotograf
Frederik Riise begann im Jahr 1884 ein Studium der Philosophie in Kopenhagen. Dann wechselte er das Fach und studierte eine Zeit lang Zoologie, mit dem Ziel die Magisterprüfung abzulegen. Er gab dieses Unterfangen jedoch auf und etablierte sich 1888 als Fotograf. Er hatte sein Atelier in Kopenhagen, das er von seinem kranken Bruder Harald Riise (* 17. Oktober 1856; † 14. Januar 1892) übernahm. Der Bruder Harald reiste als gelernter Fotograf im Jahr 1881 über London und Australien weiter nach Tasmanien, wo er in Hobart zusammen mit dem späteren Londoner Fotografen Henry Walter Barnett (1862–1934) das Fotostudio Riise & Barnett gründete. Als er 1885 nach Dänemark zurückkehrte, ließ er sich am Amagertorv 6 in Kopenhagen nieder. Ab 1888 führte Frederik Riise das Studio weiter, das erste Jahr als Nachfolger von Harald Riise, dann unter seinem eigenen Namen, von 1897–1909 im Vimmelskaftet 42 und 1909–1913 am Amagertorv 33. Er nahm viele bedeutende Kopenhagener Gebäude und Ansichten auf. Daneben fotografierte er zahlreiche Porträts, insbesondere von dänischen bildenden Künstlern.
In den Jahren 1891–1896 war er zeitweise stellvertretender Vorsitzender des Dänischen Fotografenverbandes (dänisch Dansk fotografisk forening).

### Aktivitäten für „Industriforeningen“
Über den Industrieverein (dänisch Industriforeningen), an dessen Geschäftsführung Frederik Riise mitgewirkt hatte (ab 1896 als Mitglied des Repräsentantenrates, von 1907–1916 als Mitglied des Vorstandes), engagierte er sich in der Arbeit des Ausstellungsgeschehens. Im Jahr 1913 schloss er sein Fotoatelier, um sich ganz der Ausstellungsarbeit zu widmen. Im selben Jahr wurde er Kommissar der Landesausstellung in Landskrona, ein Jahr später 1914 wurde er Generalkommissar der Baltischen Ausstellung in Malmö und 1922 der Weltausstellung (Exposição do Centenario do Brasil) in Rio de Janeiro, ebenso wie er 1925 Mitglied des Kommissariats der internationalen Kunstausstellung in Paris war.
Sein großes Organisationstalent, seine umfangreichen Sprachkenntnisse und sein gewinnendes Auftreten waren die Eigenschaften, die ihm auch bei seiner Arbeit als Lagerinspektor im Krankenhauslager Hald für Kriegsgefangene 1917–1918 zugutekam.

### Seltene Fotografien und Negativsammlung

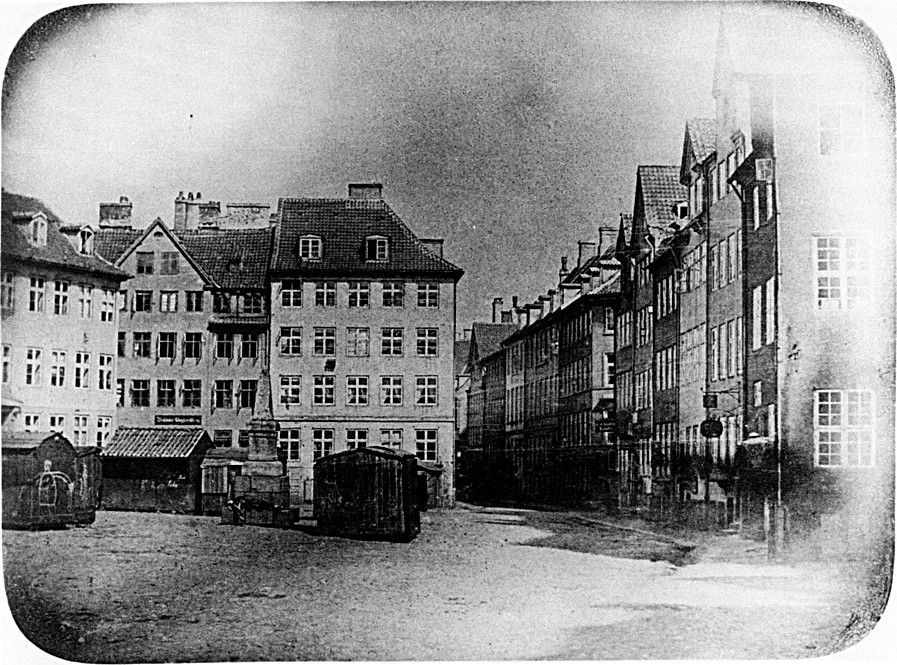
Ulfeldts Plads (Gråbrødretorv), Juni 1840

Frederik Riise war sich sehr früh der eigenen Geschichte der Fotografie und dem Wert seltener Fotografien aus der Anfangszeit des Mediums bewusst. Er war auch technisch interessiert und wurde 1911 Vorsitzender der Historisch-Technischen Gesellschaft und setzte sich für den Aufbau einer historisch-technischen Sammlung ein. Ein Teil davon befindet sich heute im Technischen Museum in Helsingör.
Die Negativsammlung von Riise ist heute im Københavns Museum (deutsch Kopenhagener Museum) archiviert. Eines der wichtigsten Bilder sind Abfotografien von Dänemarks ältesten Fotografien, bzw. Johan Christopher Hoffmanns Fotografien von Kongens Nytorv vom Februar 1840 und Peter Fabers (1810–1877) Fotografie von Gråbrødretorv vom Juni 1840. Fabers Originalbild ist später verwittert und Hoffmans ging verloren, aber Riises Glasplattennegative blieben erhalten.
Im November 1894 bot Riise dem Thorvaldsen-Museum an, Aymard-Charles-Théodore Neubourgs Daguerreotypie von Bertel Thorvaldsen (1770–1844) von 1840 zu kaufen. Er trat im Auftrag des schwedischen Hoffotografen Johannes Jaeger auf, dem das Porträt gehörte. Der Vorstand des Museums, angeführt von Ferdinand Meldahl (1827–1908), lehnte das Angebot ab, aber das Museum hat sich das Bild seit 1909 gesichert.

### Philatelie
Frederik Riise interessierte sich auch für Philatelie und war zum Zeitpunkt seines Todes Vorsitzender des Kopenhagener Philatelie-Klubs (dänisch Københavns Philatelistklub).

### Familie
Frederik Riise heiratete am 5. April 1889 in Kopenhagen Anna Dorothea Christine Westergaard (* 23. November 1863, † 29. September 1939). Die Ehe wurde 1912 geschieden.
Riise ist auf dem Friedhof Solbjerg Parkkirkegård begraben.
In Familienbesitz befindet sich eine Zeichnung aus dem Jahr 1890 von Frederik Riise aus der Hand von Christian Krohg (1852–1925).

## Auszeichnungen
- 1914: Ritter des Dannebrogordens
- 1914: Ritter der Ehrenlegion (französisch Légion d'honneur)

## Galerie
Fotos aus Frederik Riises Sammlung im Københavns Museum (Ausschnitt)

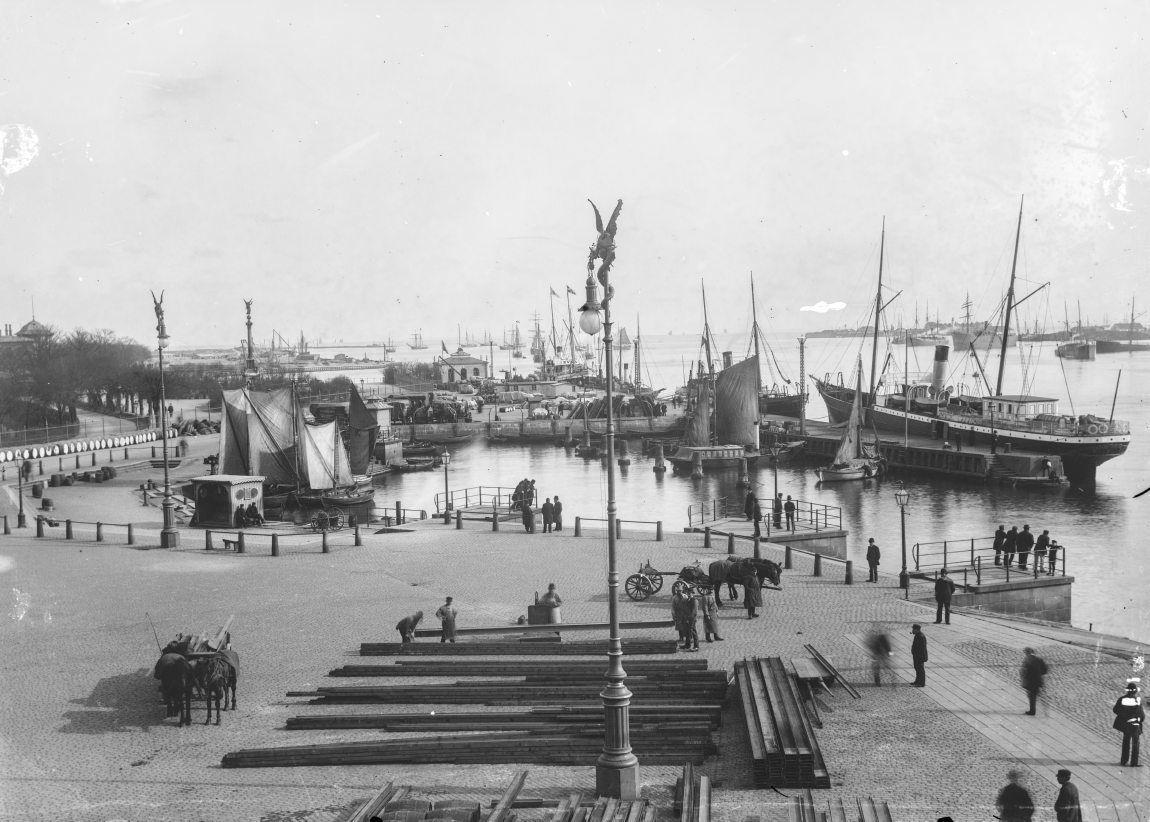
Nordre Toldbod, Kopenhagen, Københavns Museum,
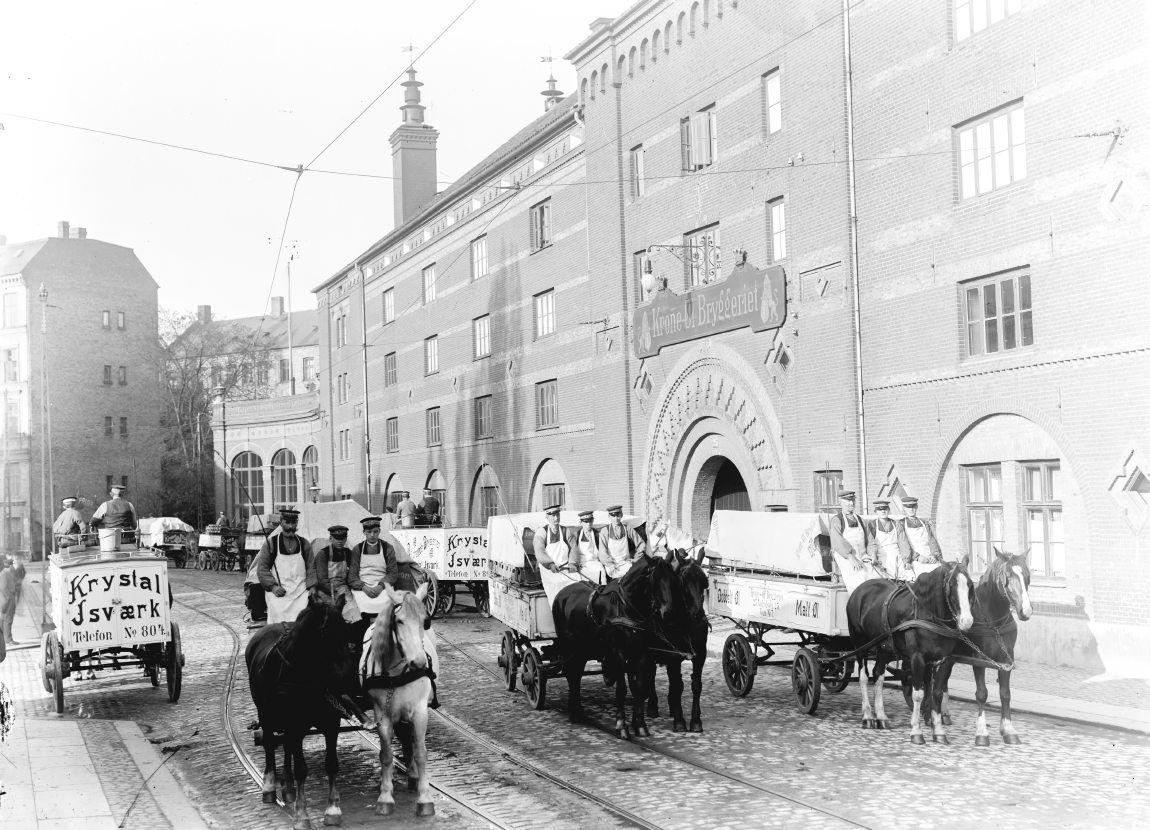
Krone Ølbryggeriet (deutsch Krone Bierbrauerei), Vodroffsvej 25, Frederiksberg
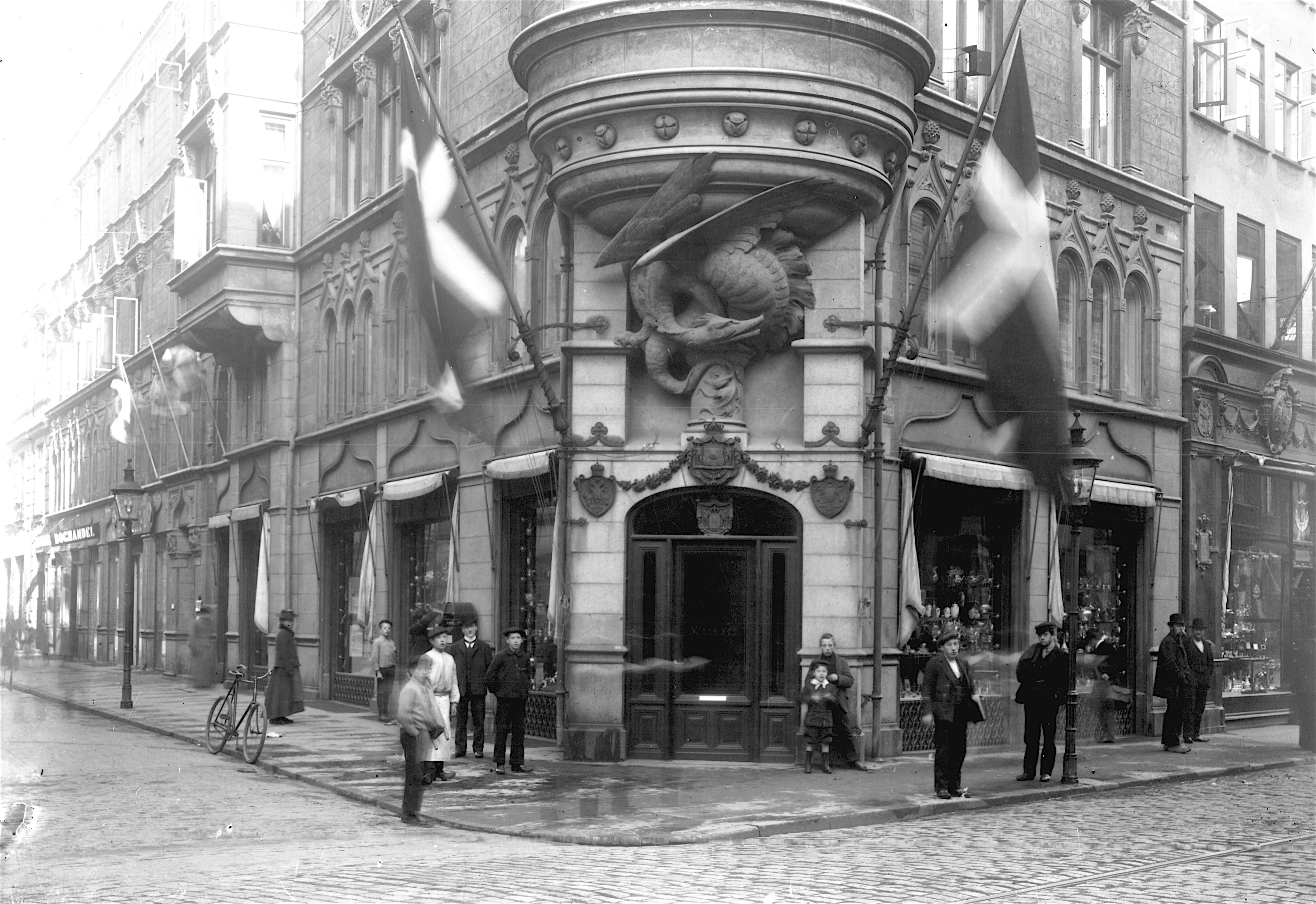
Hofjuwelier Michaelsens Geschäft in der Bredgade 11, Kopenhagen
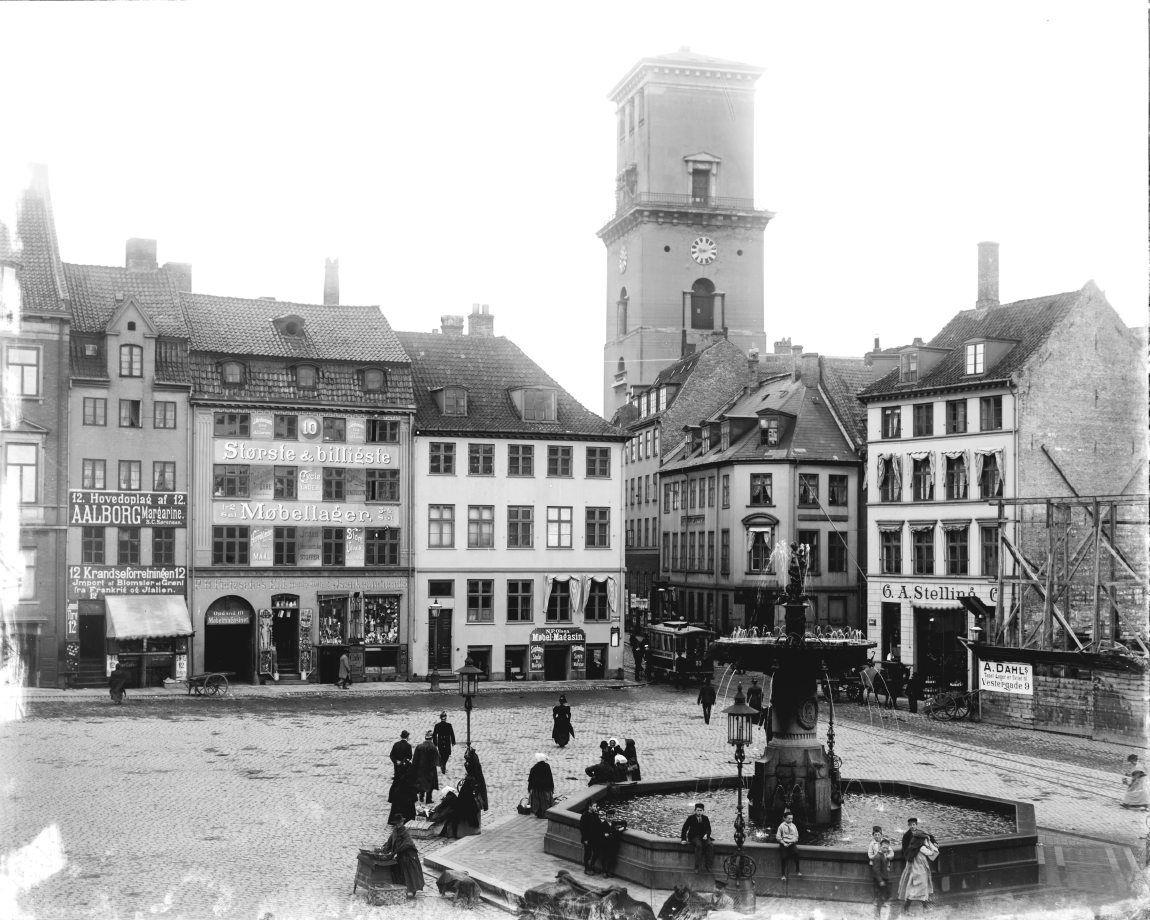
Gammeltorv mit Caritas Springbrunnen, 1898, Kopenhagen
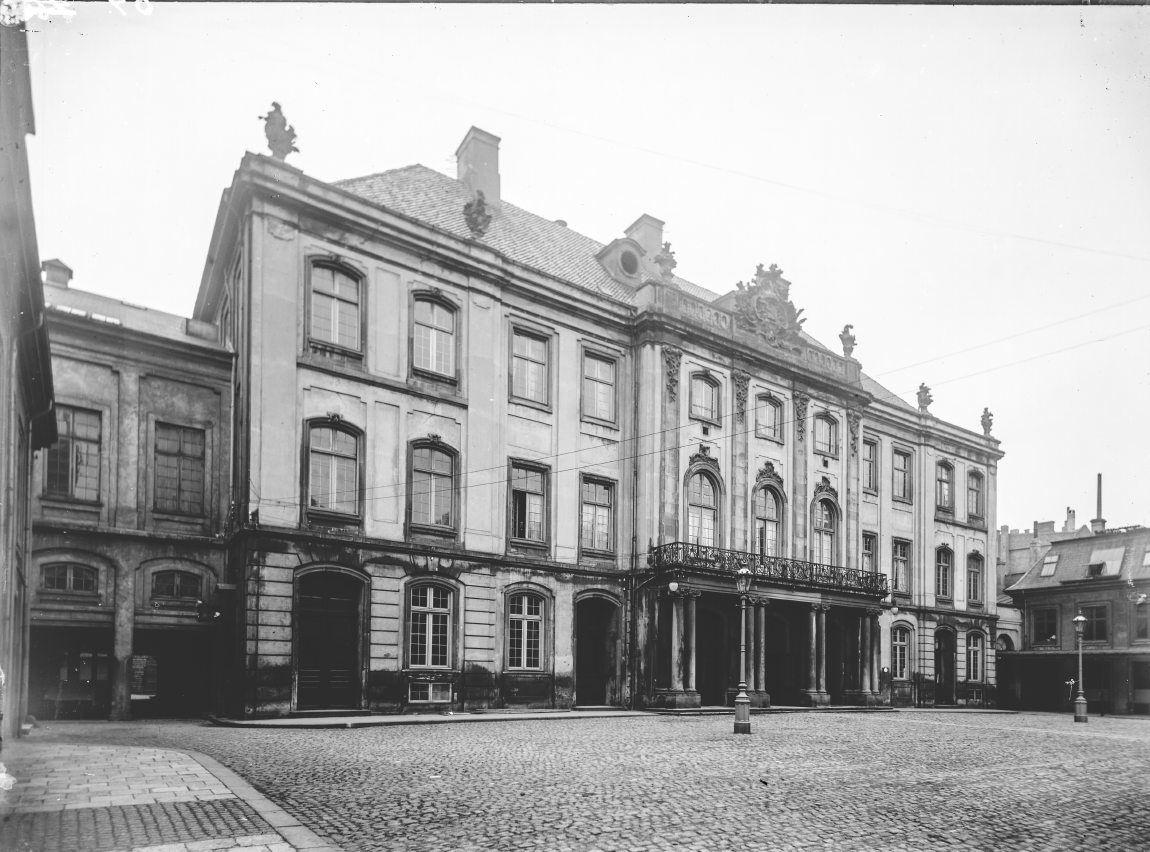
Koncertpalais, heute: Odd Fellow Palais, Bredgade 28, Kopenhagen
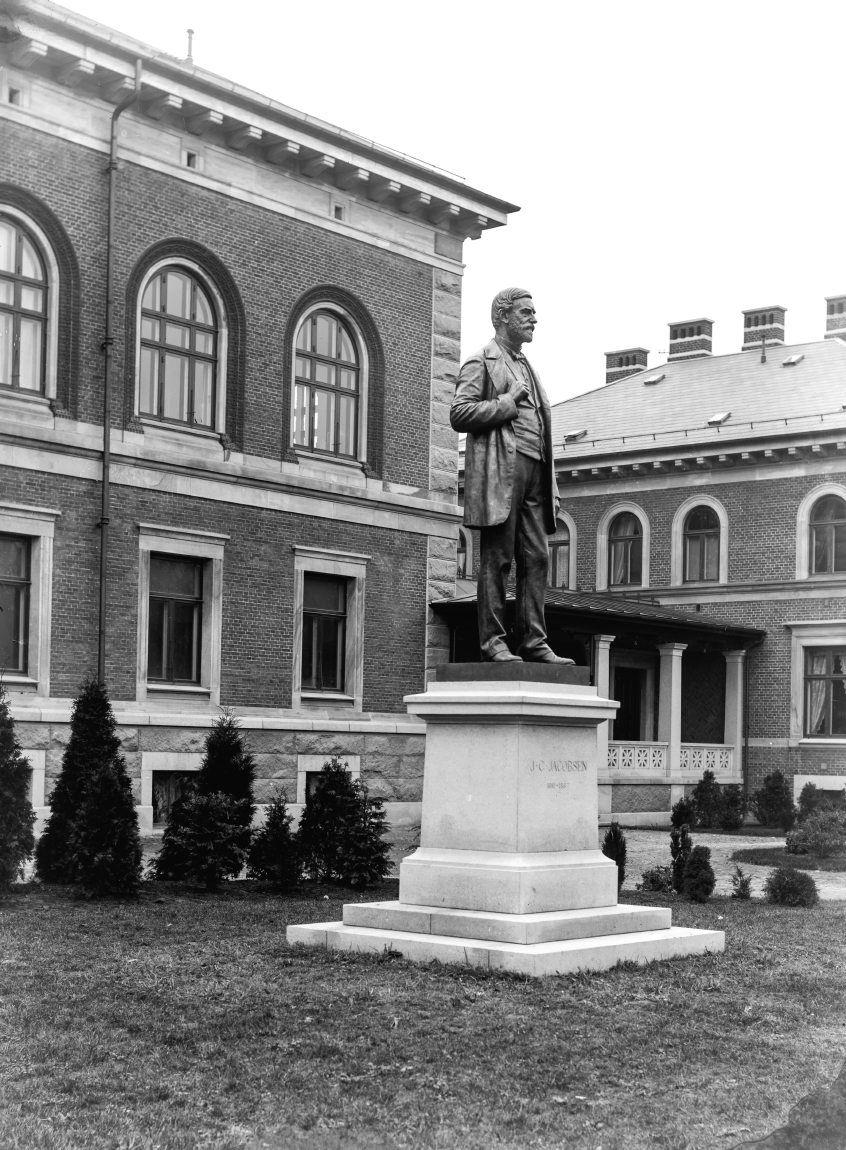
Jacob Christian Jacobsen Statue, 1900, Kopenhagen

Porträtfotografien

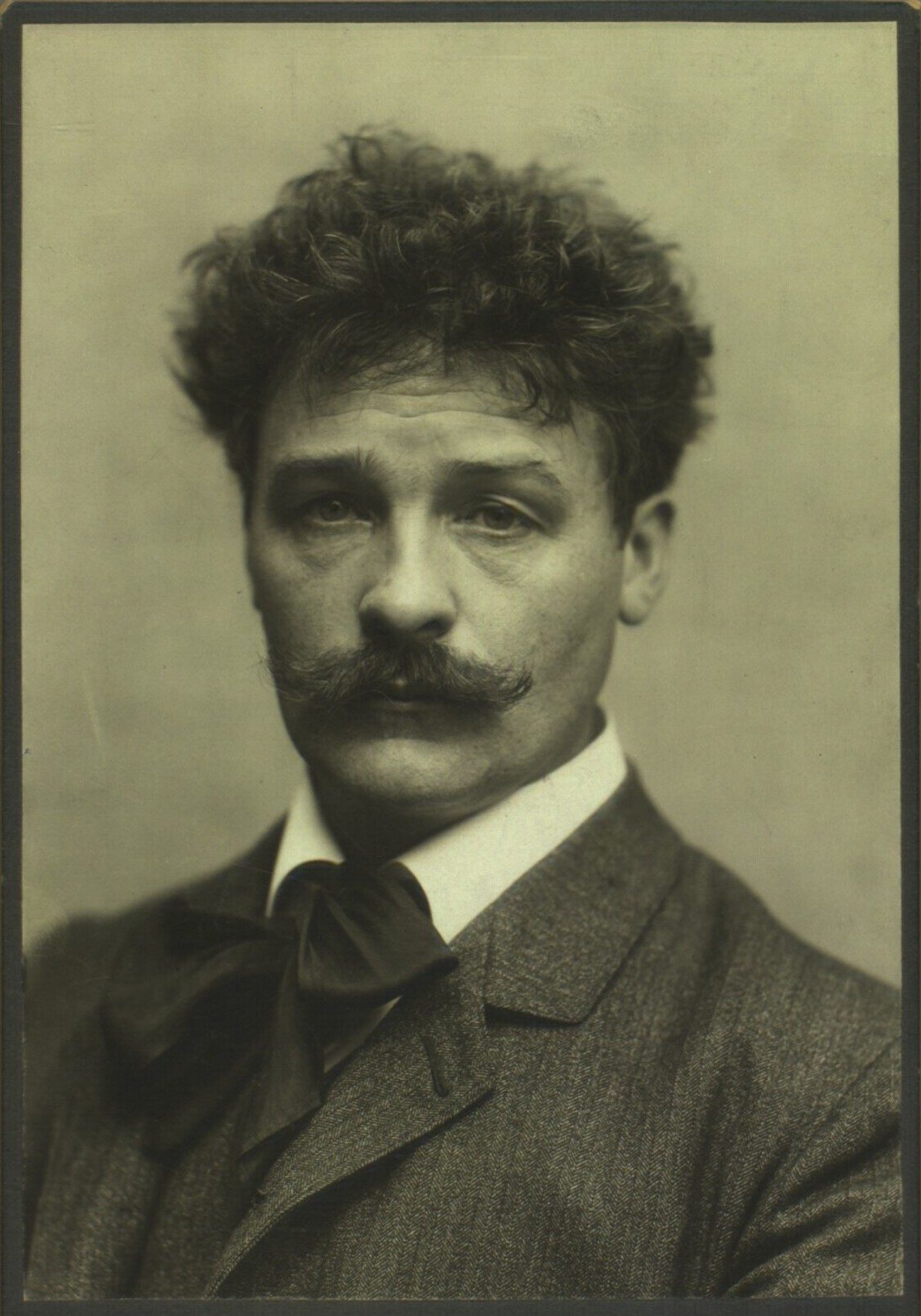
Georg Arthur Jensen
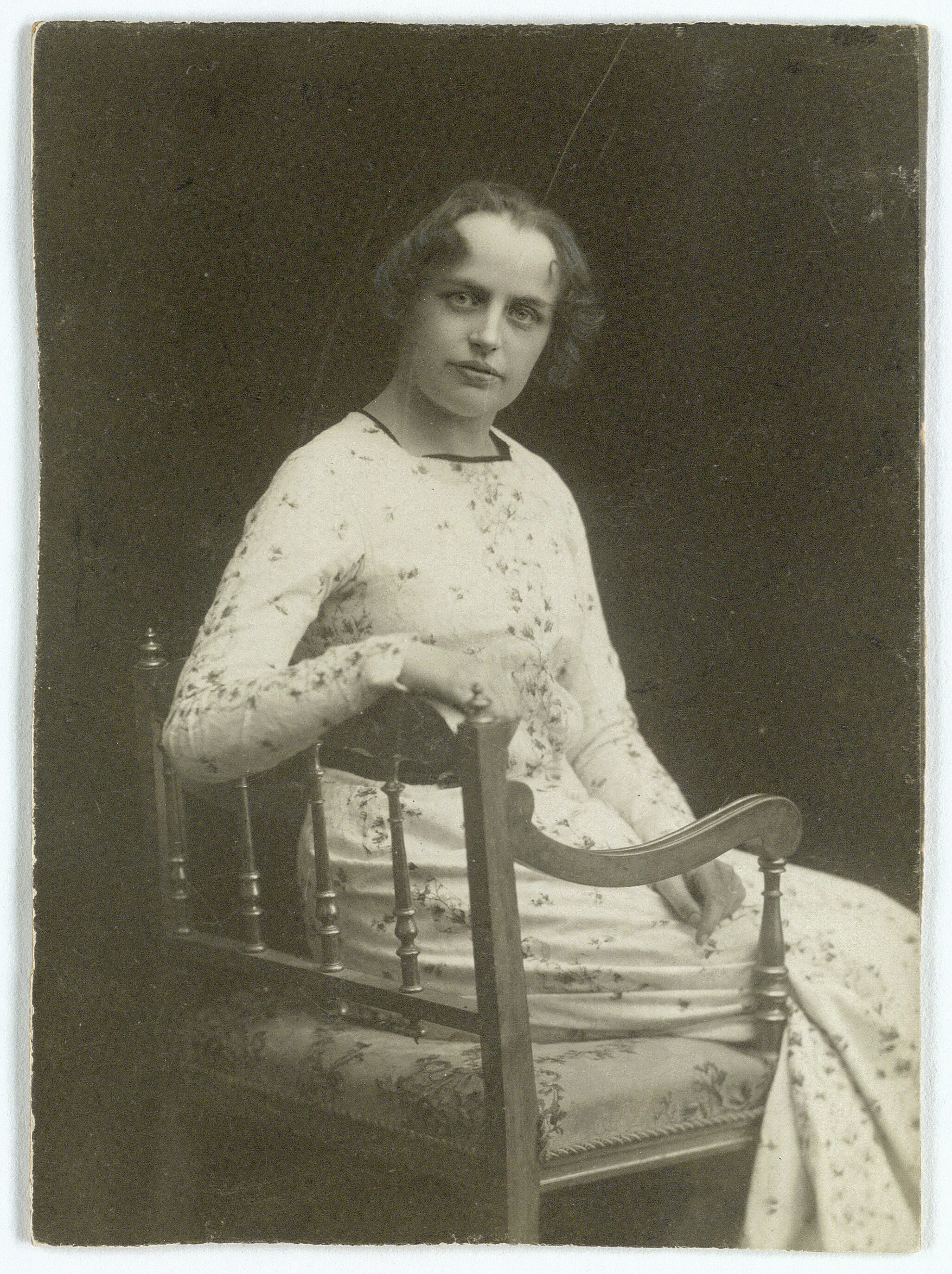
Agnes Henningsen
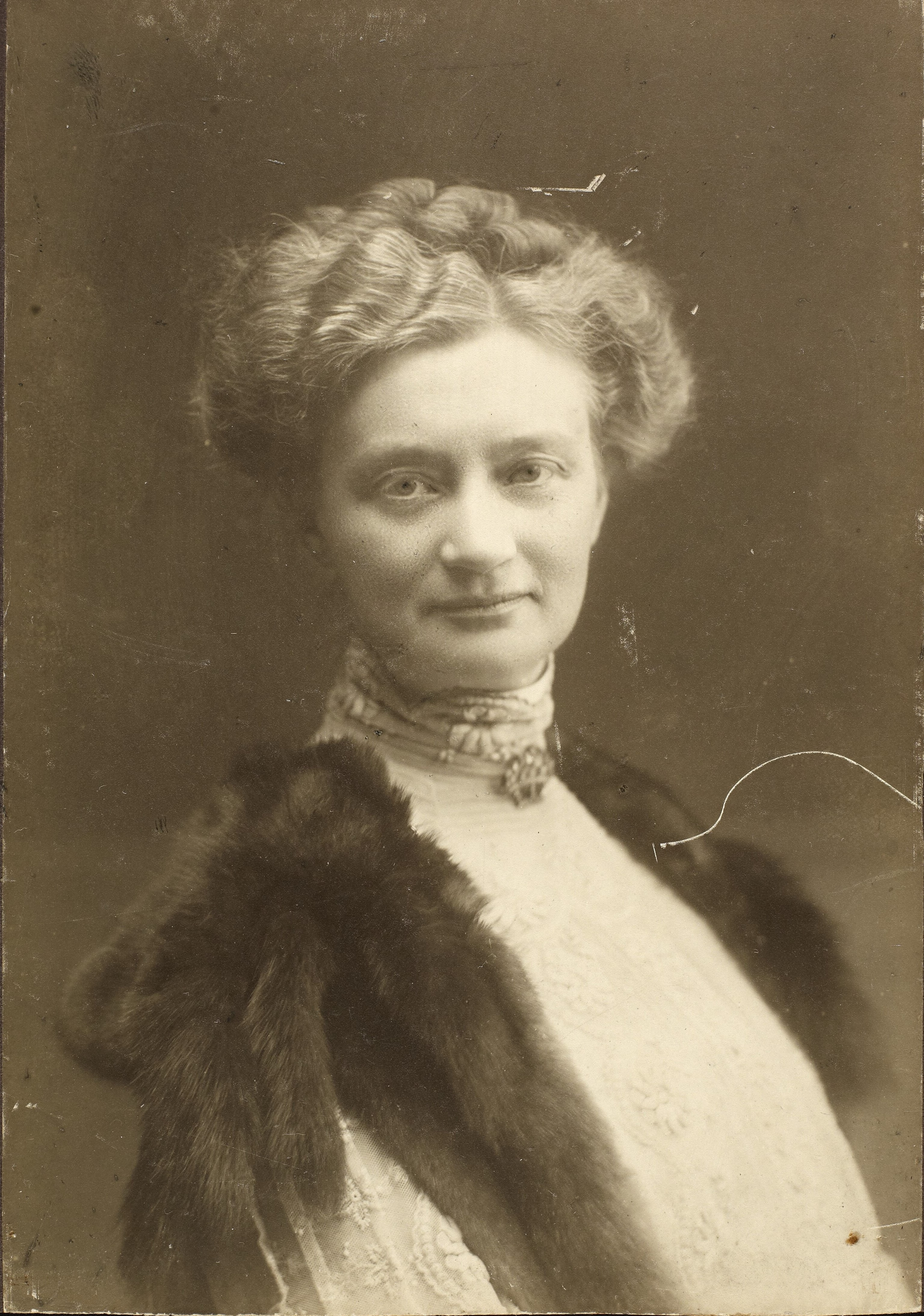
Bodil Neergaard
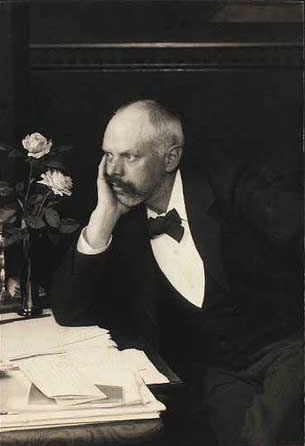
Karl Ewald
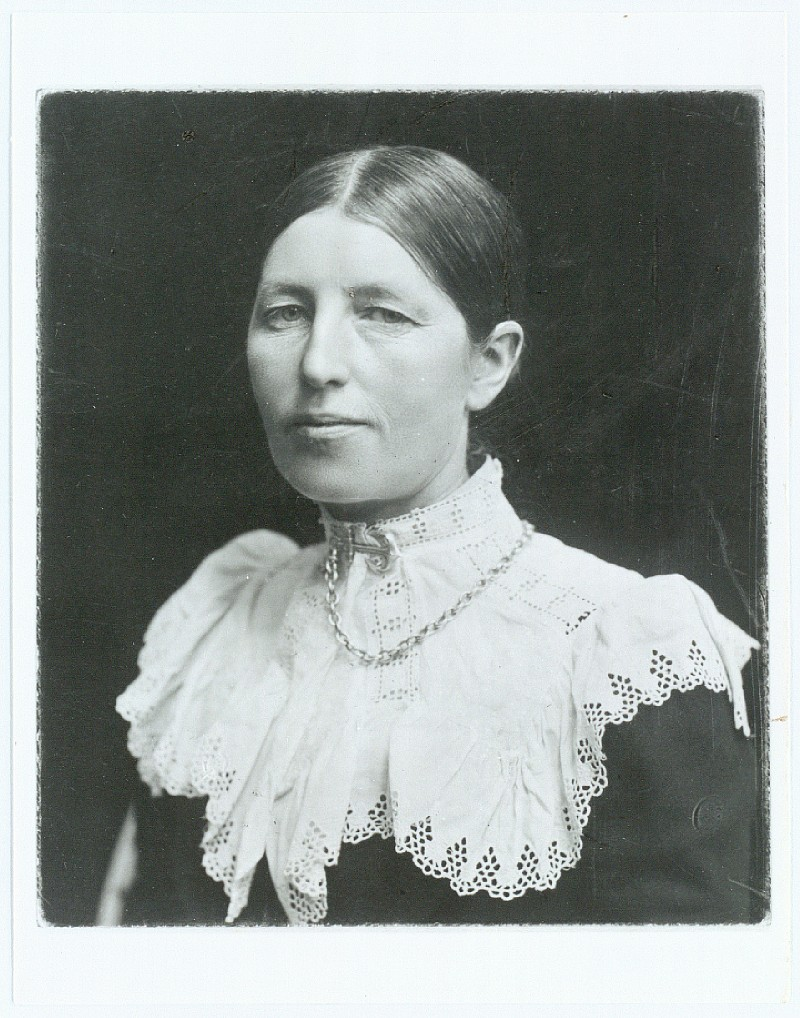
Anna Ancher